# Воюшин, Владимир Леонидович
Владимир Леонидович Воюшин — российский государственный, партийный и общественный деятель. Второй секретарь Башкирского обкома КПСС (1978—1987). Уполномоченный Госагропрома СССР в Монгольской народной республике (1987 - 1991). Депутат Верховного Совета Башкирской АССР девятого,  десятого и одиннадцатого созыва.

## Биография
Родился в городе Москва 11 сентября 1930 года в семье морского офицера.
Окончил Московский институт механизации и электрификации сельского хозяйства им. М. В. Молотова, получив квалификацию инженера.
По окончании института поехал по комсомольской путевке «на целину», где и начался трудовой путь в качестве инженера контролера, а вскоре и главного инженера Моторной МТС, переименованной позже в РТС, Уфимского района Башкирской АССР.
Как высоко эрудированного и инициативного специалиста с хорошими организаторскими способностями в сентябре 1959 г. выдвигают в качестве главного инженера отдела механизации Министерства сельского хозяйства БАССР.
В мае 1961, в связи с реорганизацией МСХ БАССР, переведен в Башкирское объединение «Сельхозтехника» на должность начальника управления ремонта и использования машино-тракторного парка.
С июня 1962 становится заместителем председателя — начальником управления ремонта и использования МТП.
С ноября 1966 переведен на работу в аппарат Башкирского обкома КПСС. Утвержден в должности заместителя заведующего сельхозотделом.
С июня 1972 возглавлял Республиканское объединение «Сельхозтехника».
Под руководством Воюшина В. Л. «Башсельхозтехника» вошла в число лучших предприятий страны. За время его деятельности была проведена большая работа по строительству в районных объединений объектов производственного назначения. Не меньшее значение придавалось и строительству в социально-бытовой сфере. Были внедрены прогрессивные методы ремонта и восстановления техники. Резко возрос уровень механизации трудоемких процессов. В глобальном масштабе решался вопрос комплексной механизации и электрификации процессов труда в сельском хозяйстве Республики, подготовки высококвалифицированных кадров. Обеспечение тружеников сельского хозяйства новейшей высокопроизводительной техникой шло в тесной связке с решением вопросов по ее грамотной эксплуатации.
В 1978 избран Вторым секретарем Башкирского обкома КПСС. Проработал на этой должности до июля 1987 г.
В 1987 г. направлен на работу в Монгольскую народную республику в качестве Уполномоченного Госагропрома СССР.
С 1992 по 1997 г. Вице-президент международной акционерной компании закрытого типа "УРАЛМОСИНТЕРТЕХНОЛОГИЯ".
Умер 22 апреля 2011 г. в городе Москва после продолжительной болезни. Похоронен на Ваганьковском кладбище.

## Семья
Жена, Воюшина (Ремизова) Валентина Николаевна, Заслуженный юрист России.
Упоминание о Воюшине Владимире Леонидовиче:
Шакиров Рифхат Линия жизни. Москва. 2000
Акназаров З.Ш. Время. Люди. Мысли. Уфа, 1995
Кавардаков В.А. Книга «Исповедь моего поколения», Бирск, 2009
Наша дружба. Дни Башкирии в округе Галле ГДР. Уфа, 1985